# Yutuyaco
Yutuyaco (parfois appelée Villa Epumer) est une localité dans la province de Buenos Aires, en Argentine. Elle est située dans le partido d'Adolfo Alsina.

## Géographie
Yutuyaco se situe à 498 km au sud-ouest de Buenos Aires et à 39 km au nord-ouest de Carhué, chef-lieu du partido. Aucun cours d'eau ne traverse la localité, bien qu'elle soit entourée de nombreuses lagunes.

### Transports
La localité est reliée à Rivera par le chemin provincial secondaire 001-05, et à Tres Lagunas par le chemin provincial secondaire 001-10. Yutayaco entretenait une liaison ferroviaire avec Rivera et Salliqueló par le Chemin de fer Domingo Faustino Sarmiento (ligne Salliqueló-Rivera).

## Toponymie
Le nom du village à sa fondation était Villa Epumer, du nom de l'estancia appartenant à Lucas Torres, administrateur des terres. Le nom Epumer en lui-même provient du nom du dernier cacique ranquel de Leubucó à être fait prisonnier par l'armée argentine.
Le toponyme Yutuyaco était d'abord le nom de la gare, mais il devint le nom officiel du village durant les années 1940 pour éviter une confusion avec une autre colonie agricole nommée Epumer dans la province de La Pampa. Yutuyaco signifie « abreuvoir des perdrix » en quechua.

## Histoire
L'histoire de Yutuyaco débute à l'ouverture de la gare en 1908. Un an plus tard, Lucas Torres, propriétaire de l'estancia Epumer depuis 1880, réalise le premier fractionnement des terres pour fonder une colonie agricole à laquelle il souhaite donner le nom de Villa Epumer. Le village grandit grâce à la liaison ferroviaire par laquelle étaient exportés les produits des fermes et estancias locales. La fermeture de la gare dans les années 1970 entraîna une chute de l'activité et un fort exode rural,.

## Population et société
Yutuyaco comptait 16 habitants en 2010. Elle a dépend de la délégation municipale de Leubucó, représentée par María Soledad Nassini.
On trouve une école primaire et maternelle à Yutuyaco. Il n'y a plus de commerces, mais avant la fermeture de la gare, on trouvait de nombreux services et plusieurs commerces de proximité.

## Économie
L'économie de Yutuyaco est exclusivement agricole, les quelques exploitations restantes sont les seules sources d'emploi dans la localité.

## Patrimoine culturel et touristique
- Ancienne gare de la localité, inaugurée en 1908.